# Duitse terugtrekking uit Griekenland
Na drie en een half jaar bezetting in Griekenland, dwong de snelle opmars van het Rode Leger de Duitsers om een terugtocht uit Griekenland in gang te zetten in augustus 1944, om te voorkomen dat de terugweg naar Duitsland geblokkeerd zou worden. De terugtocht verliep relatief soepel. Wel werden meer dan 30.000 soldaten achtergelaten op Griekse eilanden zoals Kreta, Rodos en een aantal kleinere. Deze eilanden bleven tot de algehele Duitse capitulatie van mei 1945 Duits bezet gebied.

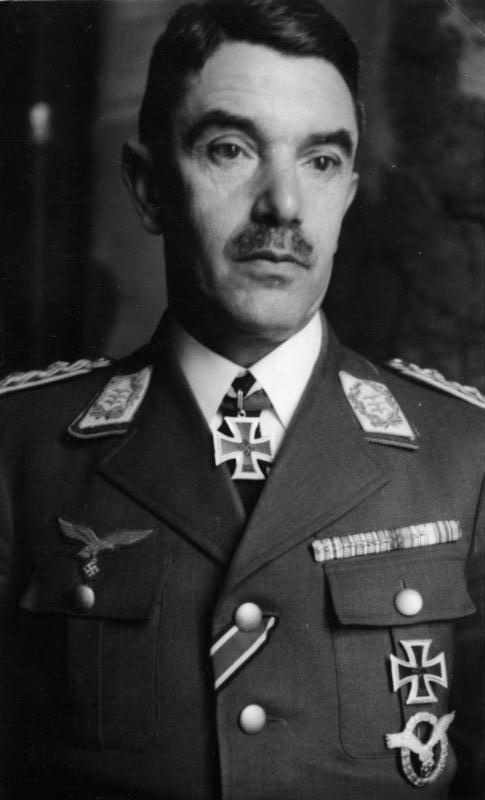
Generaloberst Alexander Löhr, hier in 1939

De stabiele situatie voor Heeresgruppe E in Griekenland eindigde definitief op 20 augustus 1944, met de start van de Sovjetoperatie Iași-Chișinău. Binnen enkele dagen werd in Moldavië het front volledig opengescheurd en werd het Duitse 6e Leger compleet vernietigd. De Sovjets rukten nu snel op, over de Balkan door Roemenië en Bulgarije. Er bestond een reëel gevaar dat de Sovjets door zouden stoten richting de Dalmatische kust en zo alle Duitse troepen in Griekenland zouden afsnijden. Eind augustus bleek het dus nodig om troepen naar Joegoslavië te verplaatsen en ook om een terugtocht uit Griekenland voor te bereiden. Dit laatste nog zonder Hitlers toestemming.

## De situatie op 25 augustus 1944

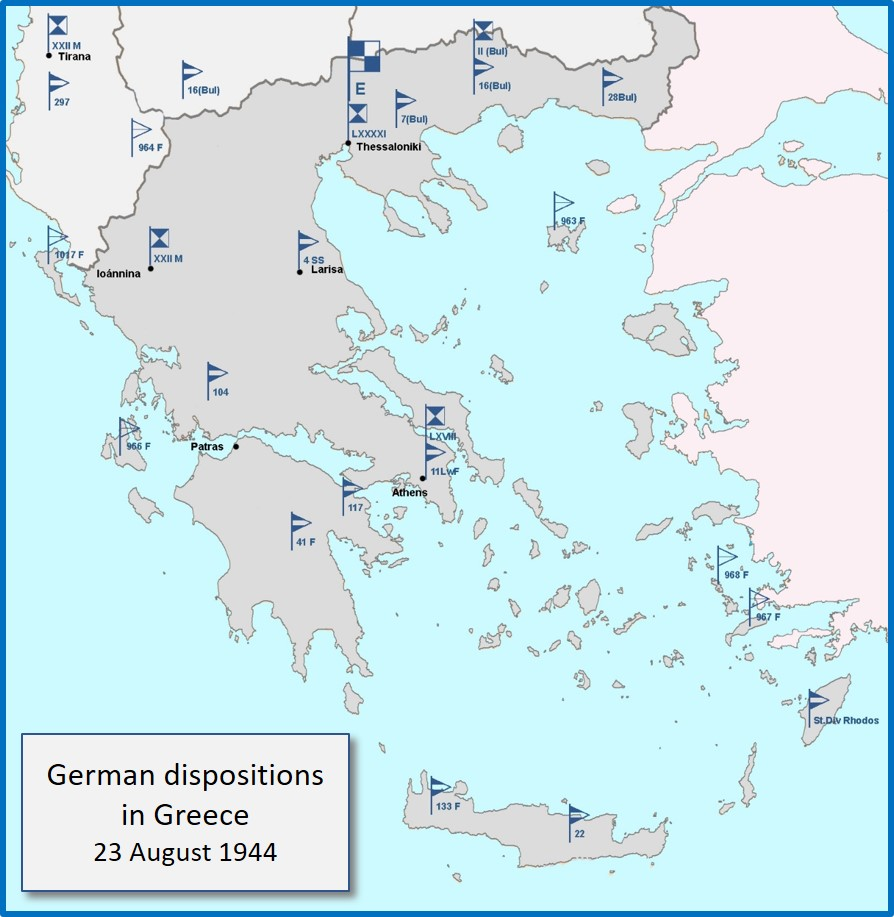
De situatie op 23 augustus 1944

Op 25 augustus was er nog steeds een behoorlijke Duitse aanwezigheid in Griekenland. Onder leiding van drie Korps-hoofdkwartieren, waren er acht divisies en vijf Festungsbrigades, met de sterkste eenheden op Kreta (34.000 man) en op de Egeïsche Eilanden en de Dodekanesos (23.000 man). Daarnaast bevonden zich Bulgaarse troepen in Oost-Macedonië en Thracië. Verder bevonden er nog grote aantallen Italiaanse paramilitairen verdeeld over het land, inclusief de eilanden.
De Duitse slagorde in Griekenland was als volgt:

- Heeresgruppe E (Generaloberst Alexander Löhr)
  - 22e Bergkorps (General der Gebirgstruppe Hubert Lanz)
    - 104e Jägerdivisie (General der Infanterie Hartwig von Ludwiger)
    - de 4e SS-Polizei Pantsergrenadierdivisie (Brigadeführer Fritz Schmedes)
    - Festungsbrigade 966 (Major Friedrich Spitäller)
    - Festungsbrigade 1017 (Oberst Emil Jäger)

  - 68e Legerkorps (General der Flieger Hellmuth Felmy)
    - 117e Jägerdivisie (Generalleutnant August Wittmann)
    - 41e Festungsdivisie (Generalleutnant Wolfgang Hauser)
    - 11e Luftwaffen-Felddivisie (Generalleutnant Wilhelm Köhler)

  - 91e Legerkorps z.b.V. (Generalleutnant Werner von Erdmannsdorff)
    - Festungsbrigade 963 (Oberst Dr. Ernst Clotz)

  - Kommandant Festung "Kreta" (General der Infanterie Friedrich-Wilhelm Müller)
    - 22e Infanteriedivisie (Generalleutnant Helmut Friebe)
    - 133e Festungsdivisie (Generalleutnant Dr. Ernst Klepp)

  - Kommandant "Ost-Ägäis" (Generalleutnant Ulrich Kleemann)
    - Sturm-Divisie "Rhodos" (Generalleutnant Ulrich Kleemann)
    - Festungsbrigade 967 (Oberstleutnant Ruf)
    - Festungsbrigade 968 (Oberst Roland Koschella)
- Kommandierender Admiral Ägäis (Vizeadmiral Werner Lange)
  - Twee onderzeeboten (U-565 en U-596), drie torpedoboten, twee mijnenleggers, tien mijnenvegers en een groot aantal kleinere schepen
- Kommandierender General der Luftwaffe in Griechenland (General der Flieger Johannes Fink)
  - 5./JG51, Fernaufklärungsgruppe 4, Seeaufklärungsgruppe 126 en kleinere eenheden
  - 19e Flak-Divisie (Generalmajor Paul Pavel)

### Het begin van de terugtrekking
Op 26 augustus gaf de Oberbefehlshaber Südost bevel om de 4. SS-Polizei-Panzergrenadier-Division op transport te zetten vanuit de omgeving van Larisa naar het gebied rond Skopje. De eerste delen van de 22e Infanteriedivisie werden al op 28 augustus naar vanuit Kreta naar Athene gebracht. Op 1 september kreeg Generaloberst Löhr officieel het bevel om Griekenland voor te bereiden op een terugtocht, daartoe troepenbewegingen in te luiden en voorraden langs de terugtrekkingsroutes te plaatsen. Twee dagen later werd de 11e Luftwaffen-Felddivisie in beweging gezet vanuit Athene en ging richting de oostelijke grens van Macedonië. Ondanks de penibele situatie aan de zuidelijke sector van het Oostfront, gaf Hitler pas op 6 september toestemming zoveel mogelijk eenheden van de Griekse eilanden naar het vasteland te verplaatsen, en pas medio september gaf hij toestemming voor een volledige evacuatie. De problemen met het uitvoeren van de terugtocht bewegingen waren onder andere:
- De onbeweeglijkheid van vele eenheden. De Sturm-Divisie “Rhodos” en de 22e Infanteriedivisie waren de enige mobiele eenheden, maar alle motorvoertuigen (en ook de tanks) stonden op de eilanden Kreta en Rodos.
- Gebrek aan scheepsruimte en beheersing van de zee door de Royal Navy
- Onvoldoende capaciteit van de spoorlijnen in Griekenland
- Onvoldoende gevechtservaring, organisatie en training van de troepeneenheden

## Evacuatie van de Griekse eilanden

### Evacuatie van de Egeïsche eilanden, Kreta en deDodekanesos

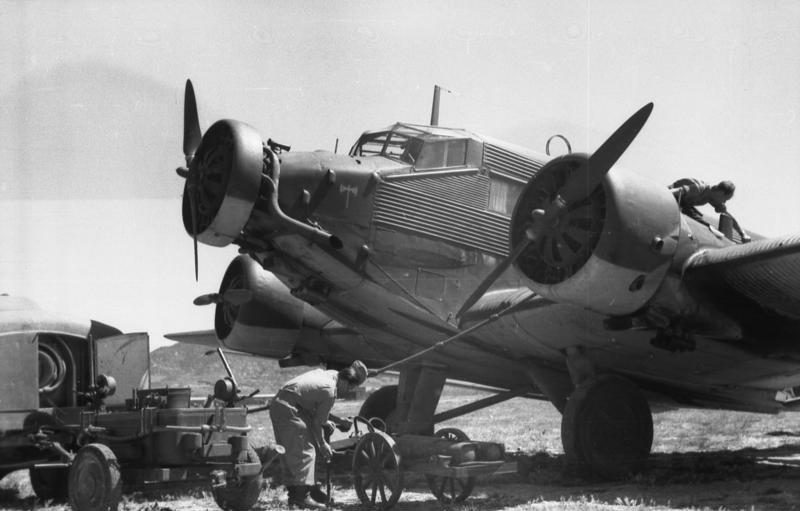
Het werkpaard van de Duitse transportvloot, de Junkers Ju 52, hier op Kreta in 1943

Op 30 augustus startten de luchttransporten met initieel 106 Ju 52’s beschikbaar en ook over zee werd geëvacueerd. De evacuatieplannen werden beheerst door de Britse overmacht in de lucht en op zee. In de Noord-Egeïsche Zee waren zeetransporten goed mogelijk (Lesbos werd al op 10 september ontruimd en Limnos op 16 oktober) en ook over korte afstanden tussen de eilanden. Maar de grote evacuatiestromen van Kreta en Rodos zouden ’s nachts per vliegtuig uitgevoerd moeten worden. Dit liep goed na een aarzelend begin. Tot 6 september lag de dagelijkse capaciteit op gemiddeld 44 machines, van 7 tot 12 september 82 machines, op 13 en 14 september zelfs de top van 101 machines, daarna was de gemiddelde inzet 38 machines. Dit had deels te maken met de toenemende inzet van Britse nachtjagers, maar meer ook omdat de transporten uitgebreid werden met het traject Athene – Thessaloniki en later zelfs helemaal naar Belgrado. De luchttransporten naar Athene liepen tot 4 oktober, en naar Larisa een week langer, daarna tot eind oktober direct naar Thessaloniki. Van 30 augustus tot eind oktober 1944 werden vanuit Kreta, de Egeïsche eilanden en de Dodekanesos geëvacueerd: 

- Door de Kriegsmarine: 37.138 soldaten (met verlies van 380 man), waarbij 29 van de 52 boten verloren gingen
- Door de Luftwaffe: 30.740 soldaten (en 1000 ton materieel) in 2050 vluchten

### Evacuatie van de Ionische Eilanden
De eilanden in de Ionische zee werden door de Duitse eenheden ontruimd, gelijke tred houdend met de terugtrekking op het vasteland. Als eerste grote eiland werd op 12 september Zakynthos per schip richting Patras ontruimd (VII. Festungs-Infanteriebataljon 999), de volgende dag al gevolgd door de Festungsbrigade 966 vanaf Kefalonia, richting Preveza. Het laatste grote eiland, Korfoe, werd pas op 1 oktober ontruimd, en de Festungsbrigade 1017 werd daar overgebracht naar  Sarandë (Albanië). Al deze ontruimingen liepen eigenlijk gemakkelijk en zonder noemenswaardige Duitse verliezen. Bij de ontruiming van Korfoe werden de laatste schepen door Britse lichte marineschepen aangevallen. Oberst Jäger was bij de vermisten.

## Terugtrekking van het vasteland

### Peloponnesos
Begin september startte ook de evacuatie van het Griekse vasteland met de ontruiming van Kalamáta (5 september). De 41e Festungsdivisie op de Peloponnesos trok noordwaarts terug in vier etappes. Medio september werd een sterk bruggenhoofd gevormd rondom Korinthe en op 21 september was dit deel van de terugtrekking afgesloten, zonder enige moeilijkheden. Om te voorkomen dat de terugtrekking uit het Athene-gebied naar het noorden gehinderd zou worden, werd er ten zuiden van Antirrio, in het gebied rond Patras een bruggenhoofd aangehouden. Dit werd verdedigd door 1 compagnie van VII. Festungs-Infanteriebataljon 999.

### Bulgarije wisselt van zijde

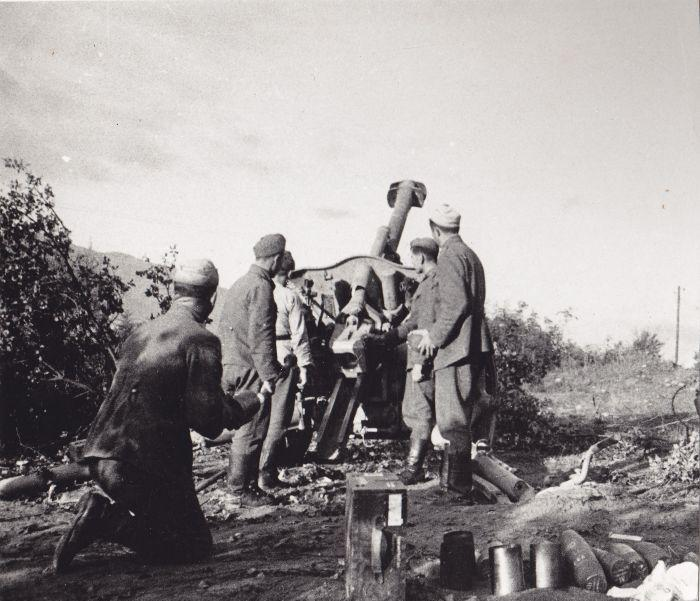
Artilleriepositie van het Bulgaarse leger bij Strumica in oktober 1944

Op 26 augustus 1944 kondigde de Bulgaarse regering aan dat het vanaf dat moment neutraal was in het conflict tussen Duitsland en de Sovjet-Unie en beval de Duitse troepen het land te verlaten. Op 5 september verklaarde de Sovjet-Unie de oorlog aan Bulgarije en drie dagen later trokken de eerste Sovjet troepen het land  binnen. Een communistische coup werd uitgevoerd en op 9 september werd Duitsland de oorlog verklaard. Dit maakte het noodzakelijk dat de open flank in Macedonië beschermd moest worden. Versneld werd het spoortransport van de 11e Luftwaffen-Felddivisie vanuit het Athene-gebied en luchttransport van één regiment van de 22e Infanteriedivisie naar Macedonië (de andere twee gingen ook per spoor). Maar het “nieuwe” Bulgaarse leger kon niet meteen in actie komen, onder andere door een zuivering onder officieren. Het 3e Oekraïense Front front onder maarschalk Fjodor Tolboechin nam het operationele bevel over het Bulgaarse leger op zich. Pas op 21 september kon het offensief aan de Bulgaarse westgrens starten. Dit offensief richtte zich op het doorbreken van het voor de Duitse terugtrekking levensbelangrijke verbinding Thessaloniki – Skopje – Niš. Ondanks hun numerieke overmacht, slaagden de Bulgaren niet in hun doel, deels door de zuivering, deels omdat de twee Duitse divisies zich intussen ter verdediging hadden kunnen inrichten. De Bulgaren boekten nauwelijks terreinwinst. 

Intussen maakte het 3e Oekraïense Front zich op voor de aanval op Belgrado, waardoor opnieuw de terugtrekroutes van Heeresgruppe E in gevaar zou komen. Veldmaarschalk Maximilian von Weichs vroeg opnieuw het OKW om instructies. Deze volgden op 3 oktober, met de beslissing Griekenland, Zuid-Albanië en Zuid-Macedonië te evacueren. Heeresgruppe E kreeg de opdracht om de eenheden onder zijn commando zo snel mogelijk ten noorden van de lijn Skoetari – Skopje – Klisura te krijgen. De evacuatie zou op 10 oktober starten en zou niet de volledige terugtrekking  van de eenheden op de eilanden behelzen.

### De voortzetting van de terugtocht
De terugtrekking startte al in de eerste week van oktober. Het 68e Legerkorps evacueerde het Korinthe bruggenhoofd. Korinthe zelf werd ontruimd op 7 oktober en bij de verdere terugtocht bliezen de Duitsers de bruggen over het Kanaal van Korinthe op en lieten een duplex brug, 6 locomotieven en 130 wagons en enorme hoeveelheden aarde/rotsen in het kanaal storten en zonken daarnaast een schip af om de doorgang door het kanaal te verhinderen. Vervolgens werd het gebied Athene – Piraeus voorbereid ter ontruiming. Kaap Soenion werd op 1 oktober ontruimd. Op 12 oktober streken de laatste Duitse troepen de vlag in de Griekse hoofdstad en trokken naar het noorden weg. De Duitse terugtocht langs de Egeïsche kust naar het noorden verliep zonder noemenswaardige problemen. Het 4e Parabataljon van de Britse 2e Parachutebrigadegroep (geland in Athene) volgde de Duitse troepen op de voet, maar ze voorkwamen voortdurend direct gevechtscontact. De enige Britse acties die de terugtocht hinderden waren luchtaanvallen. Het 68e Legerkorps bereikte op 17 oktober al Larisa, en verliet deze stad op 25 oktober. 

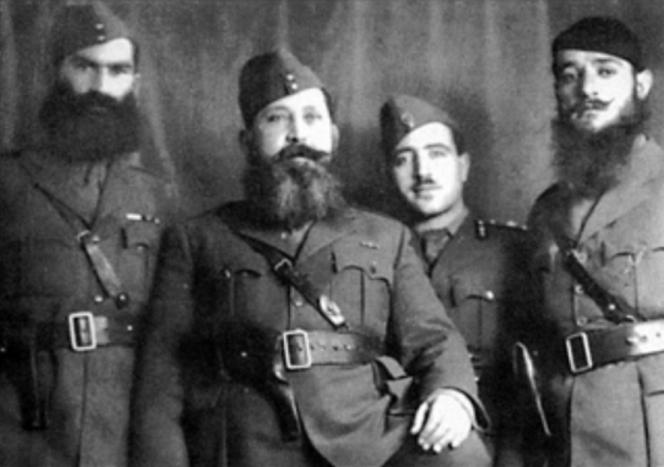
Generaal Napoleon Zervas met mede-officieren

De situatie aan de westkust, de Ionische kust, in het gebied van het 22e Bergkorps, was veel problematischer. Dit gebied, ten westen van het Pindosgebergte, werd beheerst door de Nationaal Republikeinse Griekse Liga (EDES) van generaal Napoleon Zervas. De terugtrekkende Duitse troepen werden stevig aangevallen. De 104e Jägerdivisie  en de Festungsbrigade 966 konden toch zonder serieuze verliezen naar het noorden terugtrekken. Via Ioannina, Korçë (Albanië) en Bitola werd Veles bereikt, waar weer aansluiting werd verkregen met het 68e Legerkorps.
Intussen was het hoofdkwartier van Heeresgruppe E op 14 oktober verplaatst naar Mitrovicë in Kosovo. Op 19 oktober had het 91e Legerkorps z.b.V. het commando overgenomen van alle troepen van het 68e Legerkorps in het Larisa – Thessaloniki gebied. Dit korps trok vervolgens noordwaarts en ontmoette het 22e Bergkorps in Veles. 
Van de Luftwaffe trokken alle eenheden mee terug, zowel van de eilanden als het vasteland. De staf van de Kommandierender General der Luftwaffe in Griechenland verplaatste al in de tweede helft van september naar Thessaloniki. De 19e Flak-Divisie liet Flakregiment 58 achter op Kreta en Rodos, de staf en de andere twee regimenten trokken terug naar Kroatië.
Ook de Kriegsmarine moest terugtrekken. De staf van de Kommandierender Admiral Ägäis verplaatste al in de tweede helft van september naar Thessaloniki. Het grootste deel van het personeel (33.000 man in augustus 1944) kon zich terugtrekken, maar alle schepen gingen verloren. Veel door luchtaanvallen, en de resterende door zelf tot zinken te brengen. De beide U-boten U-565 en U-596 werden op 24 september 1944 bij Skaramagas tot zinken gebracht, beide na voorheen beschadigd te zijn door luchtaanvallen van de USAAF.
De laatste Duitse troepen verlieten Thessaloniki op 31 oktober. Het gros van de Duitse troepen stak de Grieks-Macedonische grens op 2 november 1944 over. Daarmee kwam een einde aan de drie en een half jaar durende Duitse bezetting van Griekenland.

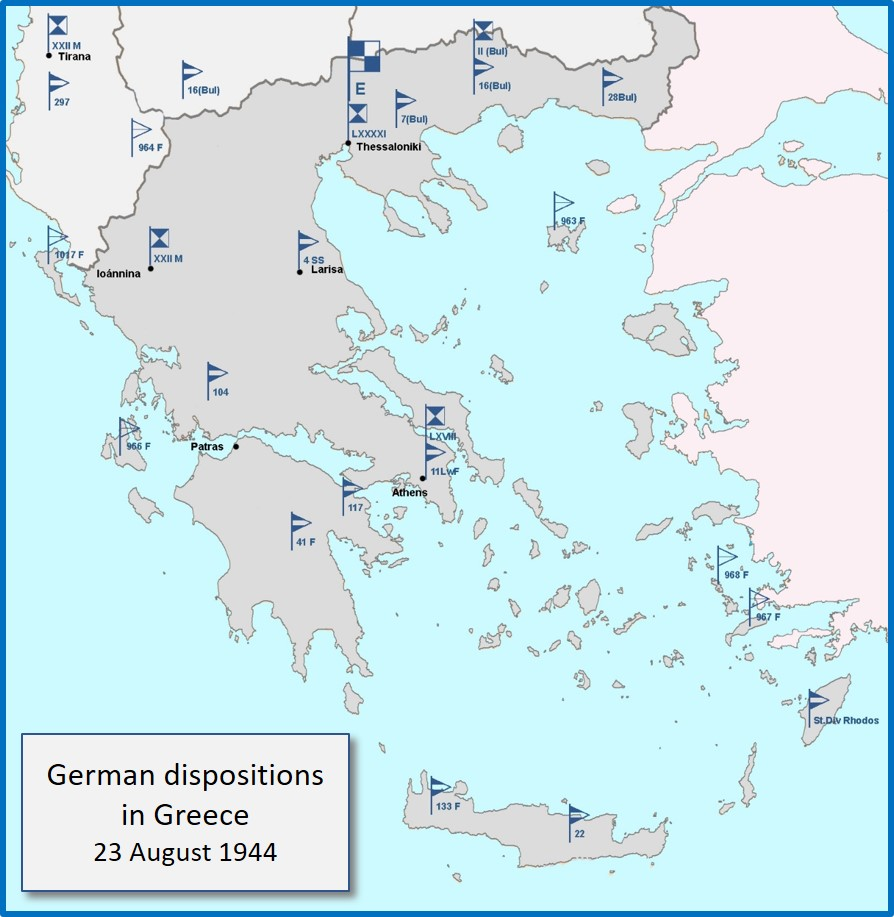
Situatie op 23 augustus 1944
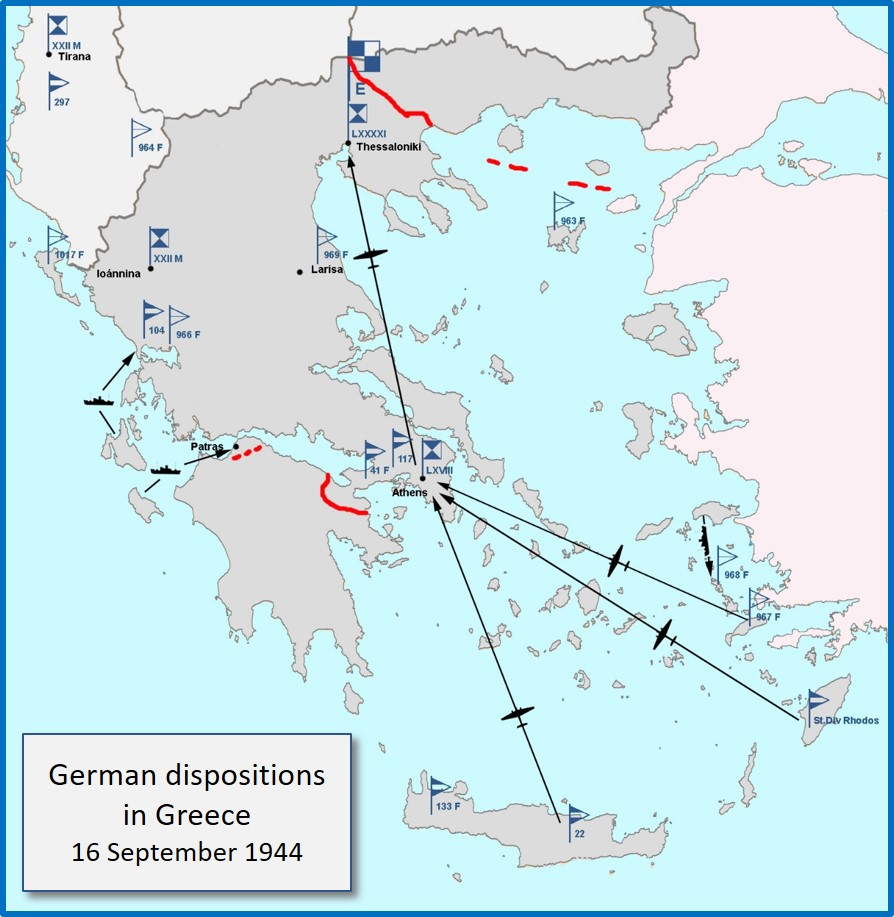
Situatie op 16 september 1944
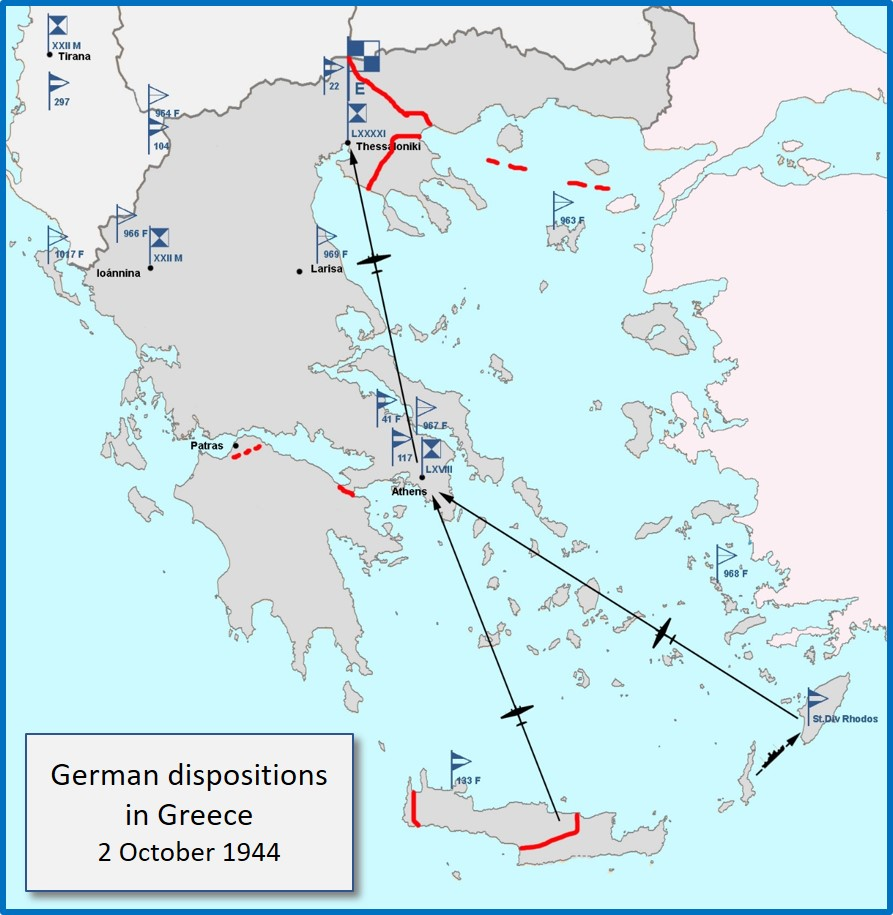
Situatie op 2 oktober 1944
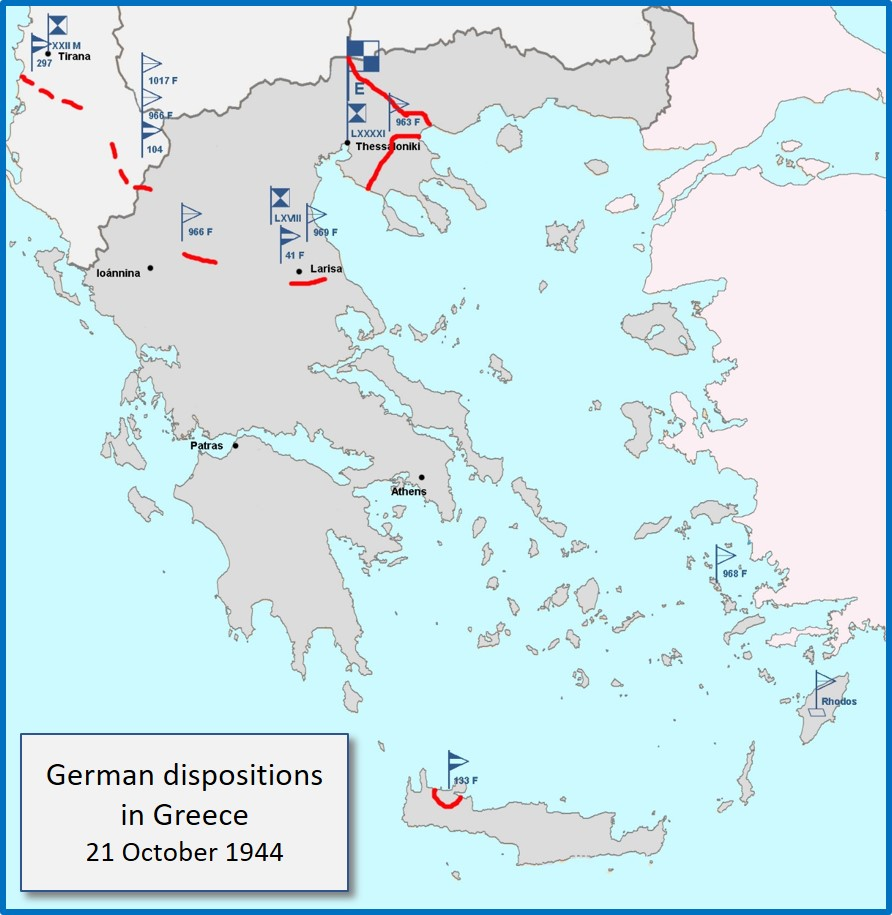
Situatie op 21 oktober 1944
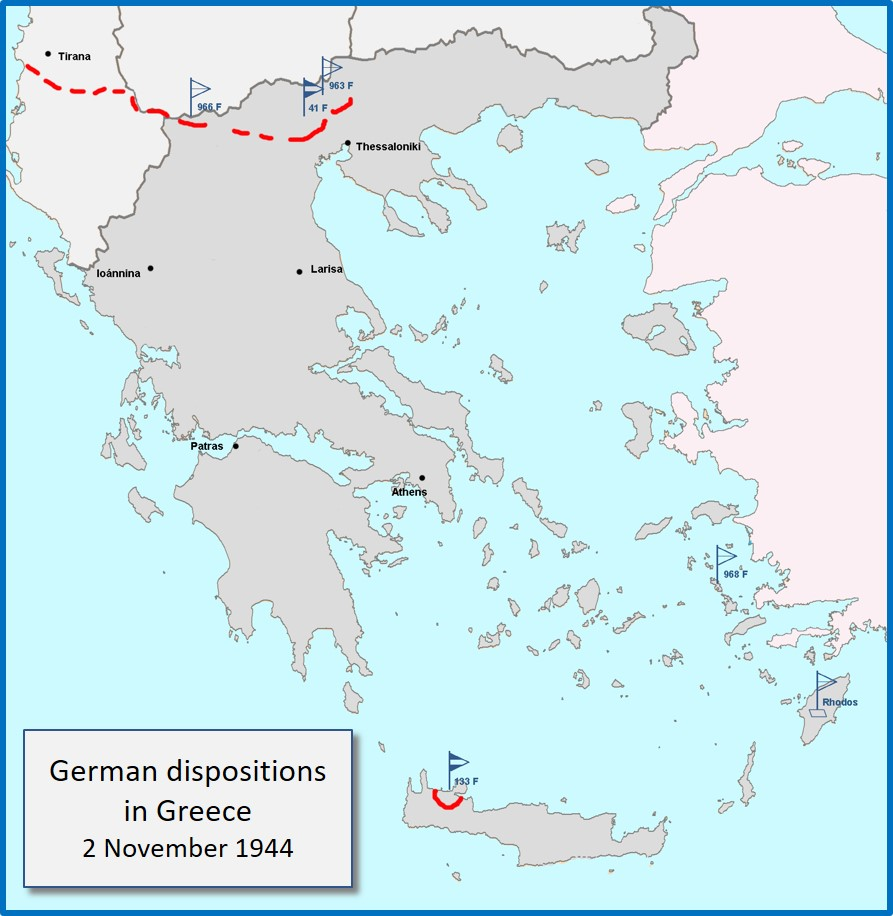
Situatie op 2 november 1944

## Britse acties in Griekenland

### Beschikbare troepen

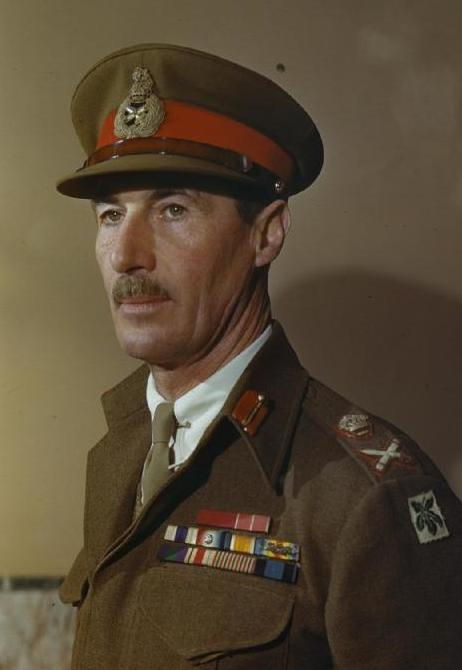
Lieutenant-General Ronald Scobie

In augustus 1944 begonnen de geallieerden aan planning voor het innemen van Griekenland, vooruitlopend op de verwachte Duitse terugtrekking. Griekenland was toegewezen aan de Britse invloedssfeer. De Britse premier Winston Churchill gaf opdracht voorbereidingen te treffen. De Britse 23e Tankbrigade zou, als Force 140, gereedstaan voor actie in Griekenland. Maar op 18 september werd het Britse 3e Legerkorps omgedoopt tot Force 140. Bevelhebber was Lieutenant-General Ronald Scobie, vanuit Alexandrië. Intussen waren de Duitse terugtrekkingen al begonnen. 
Tegelijkertijd creëerden de Britten ook een sterke marinegevechtsgroep, Force 120. Deze groep was opgebouwd rond een groep escorte-vliegdekschepen, die na de inzet tijdens Operatie Dragoon op weg zou moeten naar de Indische Oceaan, maar tijdelijk ingezet kon worden in de Egeïsche Zee.

### De Britten in actie
Force 140 landde op Kythira (15 september, te gebruiken als vooruitgeschoven torpedobootjager-basis) en landde op de Peloponnesos. Het Special Boat Squadron (SBS, onder Major the Earl Jellicoe) nam het vliegveld van Araxos in. Op 10 oktober nam Force 140 Korinthe in.

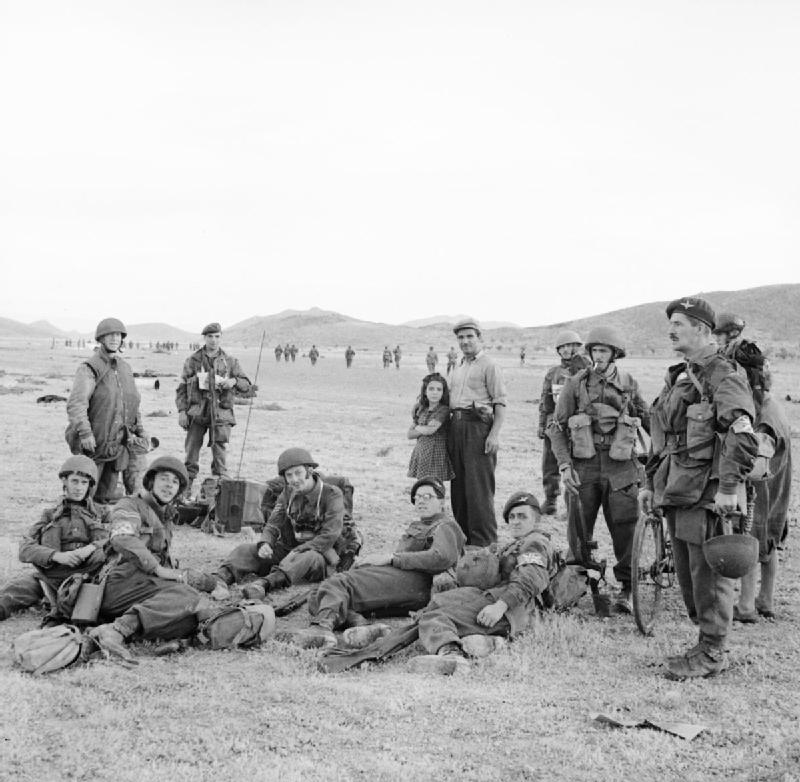
Para’s van de Britse 2e Parachutebrigadegroep op de luchthaven Megara

Nadat de Duitsers Athene ontruimd hadden, lanceerden de Britten Operatie Manna. Eén bataljon van de Britse 2e Parachutebrigadegroep (het 4e Bataljon), landde op 12 oktober op de luchthaven van Megara, 60 km van Athene. Door harde wind moest het bataljon behoorlijke verliezen incasseren. De rest van de Brigadegroep volgde pas 2 dagen later, en vervolgens andere eenheden van Force 140. Steun werd verleend door Force 120 en de Balkan Air Force. Operatie Manna was voornamelijk opgezet om de Griekse regering in ballingschap te assisteren bij zijn pogingen om een machtsovername van het communistisch-gedomineerde “Griekse bevrijdingsleger” (ELAS) te voorkomen. Maar al na een paar dagen laaiden gevechten met de ELAS op, wat de opmaat was naar de Griekse Burgeroorlog. Op 18 oktober arriveerde de Griekse regering in ballingschap, met als premier George Papandreou, in Athene en startte met het opzetten van een nieuwe regering. Op 14 oktober landden Britse troepen op het (intussen ontruimde) Korfoe. En op 31 oktober bezette het 5e Bataljon van de Britse 2e Parachutebrigadegroep Thessaloniki (het 6e Bataljon bleef in Athene), net na de Duitse ontruiming. Vervolgens kwam hier ook de Brits-Indische 7e Infanteriebrigade aan land. De Brits-Indische 11e Infanteriebrigade landde medio november bij Patras. Deze laatste twee brigades waren onderdeel van de Brits-Indische 4e Infanteriedivisie. De Britse 23e Tankbrigade was intussen ook bij Athene geland.

### Relatieve inactiviteit van de Britten
Het weinig doortastende optreden van de Britten tijdens de gehele Duitse terugtocht, van eind augustus tot begin november heeft veel vragen opgeleverd over wat de reden daarvan was. Terwijl de Duitsers in de zomer van 1944 zware scheepvaart verliezen leden in de Egeïsche Zee, was dat in deze 2 maanden duidelijk minder. En de nachtelijke luchttransporten met de kwetsbare Ju 52’s, werden pas na enige weken aangepakt door middel van Beaufighter nachtjagers uit Italië. Tijdens de gehele terugtocht te land, kwamen de Britten nauwelijks in gevechts-beroering met Duitse troepen. Ook vrijwel alle eilanden werden pas ingenomen, nadat de Duitsers verdwenen waren. Alleen in de Egeïsche Zee waren de Britten actief, met Force 120 en commando’s. Maar dit was niet om de terugtocht te stoppen of te hinderen. Was het voor de Britten (Churchill) gunstig om Heeresgruppe E zo intact en snel mogelijk te laten vertrekken om zo te voorkomen dat de Sovjets Griekenland zouden innemen (zelfs de Duitsers geloofden hierin)? In ieder geval hadden de Britten genoeg problemen. Het merendeel van de ingezette troepen kwam uit Italië, en was daar eigenlijk hard nodig en moest dus terug. De conditie van de wegen was ook slecht, zodat een achtervolging van de Duitsers niet opportuun was.

## Kreta, Egeïsche eilanden en Dodekanesos, september 1944 tot mei 1945

### Achtergebleven Duitse troepen
Na afloop van de evacuaties verbleven op de eilanden:
- 11.828 Duitsers en 4737 Italianen op Kreta: voornamelijk 133e Festungsdivisie (commandant: Generalleutnent Ernst Klepp, daarna tijdelijk vanaf 9 oktober en definitief vanaf 1 december, Generalmajor Georg Benthack)
- 6356 Duitsers en 4097 Italianen op Rodos: voornamelijk Panzergrenadierbrigade “Rhodos” (Generalleutnent Otto Wagener)
- 3228 Duitsers en 611 Italianen op Kos: voornamelijk XI./ Festungs-Infanteriebataljon 999 (Oberstleutnant Ruf)
- 1102 Duitsers en 809 Italianen op Leros: voornamelijk IX./ Festungs-Infanteriebataljon 999 (Oberst Koschella)
- 602 Duitsers op Milos: voornamelijk 4./ Festungs-Infanteriebataljon 1011 (Korvettenkapitän Kuhn)
- 266 Duitsers op Tilos: voornamelijk 3./VI./ Festungs-Infanteriebataljon 999 (Hauptman Jenninger)
- 193 Duitsers op Kalymnos: voornamelijk 2./XI./Festungs-Infanteriebataljon 999 (Hauptman Weiss)

Dus totaal 23.607 Duitsers en 10.254 Italianen (= 33.861 soldaten) waren nog steeds op Kreta, de Egeïsche eilanden en Dodekanesos gestationeerd.

### Gevechtsactiviteiten
Gedurende de gehele periode, van augustus 1944 tot mei 1945, vonden over en weer commando-aanvallen plaats op de eilanden.

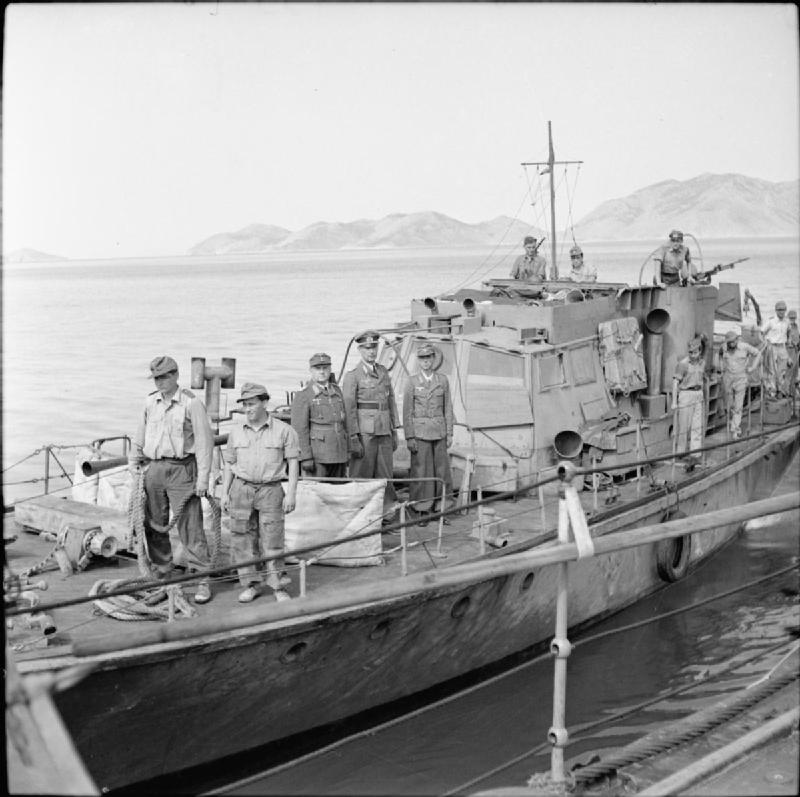
De KJ 25, hier aanmerend op Simi op 9 mei 1945

- Duitsers (Küstenjäger-compagnie “Rhodos”) verkenden de eilanden Saria, Karpathos, Stakida, Umia/Unja-Nisia, Kamilioni, Zaphrani, Syrina, Kandelousia and Perigousa, maar geallieerde aanwezigheid werd niet gevonden. Wel werd op 26 augustus een Britse patrouilleboot veroverd, de HDML 1381, en ingezet tot mei 1945 als KJ 25.
- Enkele dagen later gebruikten de Duitsers met de Küstenjäger-compagnie deze KJ 25 al voor een aanval op Chalki. Dit was een basis voor de 'Heilige Schare' (een commando-eenheid Griekse vrijwilligers). De commandant daarvan sneuvelde.
- Op 17 september werd Milos door een Royal Navy kruiser en torpedobootjager beschoten, vanwege de aanwezigheid van de Duitse 15 cm batterij
- Operatie Outing I, van 14 tot 20 september 1944. De Britse Royal Navy Force 120 onder Rear Admiral Thomas Hope Troubridge viel scheepvaart aan ten noorden van Kreta, met twee lichte kruisers, zeven escorte-carriers (Attacker, Emperor, Hunter, Khedive, Pursuer, Searcher en Stalker) en zeven torpedobootjagers (+ andere schepen voor steun)
- Operatie Cablegram, aanvallen op scheepvaart door Force 120 rond Rodos en Leros, 25 september 1944
- Operatie Outing II, van 27 september tot 20 oktober 1944. Force 120 viel scheepvaart aan ten noorden van Kreta, met ruwweg dezelfde schepen als in Outing I, maar zonder escorte-carriers Pursuer en Searcher
- Bevrijding van Mykonos (30 september 1944), enkele gevechten met Duitsers, die zich terugtrokken op Syros
- Bevrijding van Samos (4 oktober 1944), resulterend in overgave van het 1000 man sterke Italiaanse garnzioen, zelfde dag bracht de Royal Navy 5 Pionier-Landungsboten tot zinken bij Nisyros
- Bevrijding van Chios en Lesbos op 10 oktober 1944, meteen na vertrek Duitsers, zonder gevechten
- Bevrijding van Naxos op 15 oktober 1944
- Bevrijding van Limnos (16-17 oktober 1944)
- Mislukte geallieerde raid op Milos van 26 oktober tot 7 november 1944 (Operatie Contempt), bijna 700 man van de Heilige Schare en Britse mariniers landden, maar na zware gevechten (met minimale Duitse verliezen), bliezen de geallieerden de aftocht. Steun kwam hier ook weer van Force 120.
- In de nacht van 26/27 oktober 1944 landden troepen van de Heilige Schare en Britten op Tilos en overweldigen een Duitse compagnie. De Duitsers landden vervolgens delen van de Küstenjäger-compagnie en dreven na 4 dagen van harde gevechten de geallieerden van het eiland, ondanks dat deze door de Griekse torpedobootjager “Navarino” en vliegtuigen gesteund waren.
- In de nacht van 14 november 1944 landde een groep Küstenjäger op Alimnia. Na drie dagen werden ze gevangengenomen door Britse commando’s. Op 18 november probeerden ze het nogmaals, met hetzelfde resultaat
- In november en december 1944 grote Duitse anti-partizaan acties op Kreta, o.a. met hulp van het Tankbataljon
- Geallieerde raids op Nisyros (11 en 12-14 februari 1945), verliezen aan beide kanten
- Op 1 maart 1945 voerden de Duitsers met Pionier-Landungsboten een raid uit op de Turkse kust, en maakten daar broodnodige zaken buit zoals schapen, geiten, graan etc.
- Grotere operatie tegen Tilos op 1 en 2 maart 1945, Duitsers verliezen 20 doden en 142 gevangenen + materiële verliezen
- Op 23 maart 1945 voerde KJ 25 een raid uit op Chalki. Een compagnie van de Heilige Schare werd krijgsgevangen gemaakt
- KJ 25 voerde op de avond van 13 april 1945, gecamoufleerd als Britse boot, een patrouille uit westelijk van Kastelorizo en maakten een Britse boot buit
- Driedubbele raid op Rodos op 2 mei 1945, geallieerden verjaagd
- Laatste operatie van KJ 25 op de avond van 7 mei, bij Kastelorizo, maar teruggeroepen vanwege Duitse overgave.

### Bevoorradingssituatie
In eerste instantie bevoorraadden de Duitsers de eilanden met schepen, maar nadat op 4 november de “Helmut“ tot zinken werd gebracht en op 11 november de “Dante Alighieri“ en op 16 december de “Calavarda“, werd deze operatie gestaakt. Op de eilanden bevonden zich nog enkele oude Ju 52’s en He 111’s, die gebruikt werden voor verkeer en post tussen de eilanden. Vanaf 7 november landde elke 2-weken, een vliegtuig van KG 200, vaak een buitgemaakte B-17 of B-24, of soms een Fw 200 of een Ju 290. De laatste vlucht, op 3 mei 1945 met een Fw 200, kon niet meer terugkeren naar Duitsland en bleef op Rodos.

## Overgave

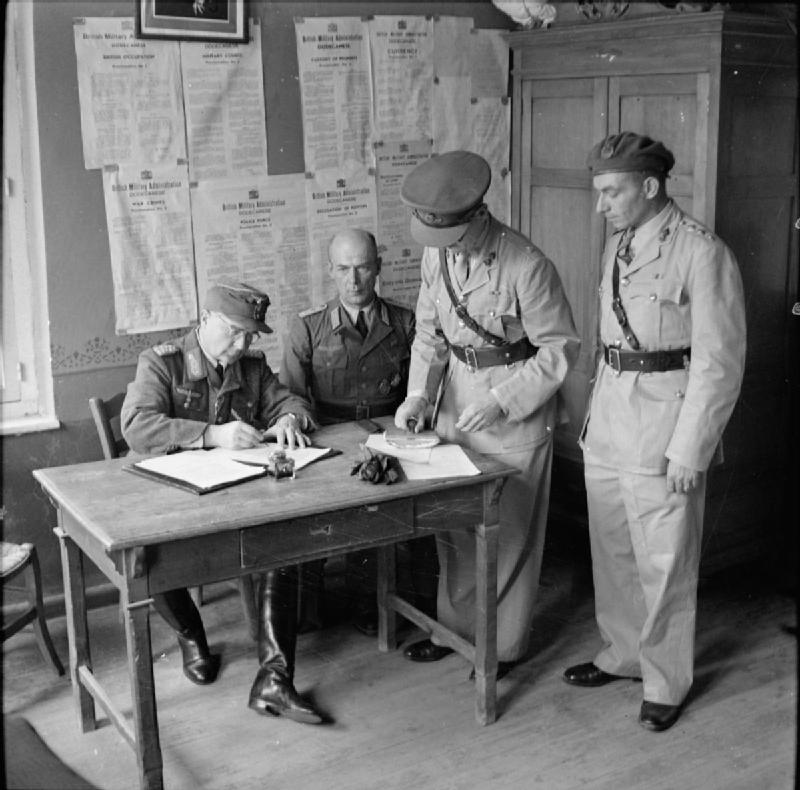
General-majoor Wagener tekende de overgave documenten op Simi

### Dodekanesos
Op 8 mei 1945 werd Generaal-majoor Wagener met de KJ 25 van Rhodos naar Simi gebracht. Daar tekende hij de capitulatie-papieren ten overstaan van o.a. Brigadier James Moffat (de Britse commandant).

### Kreta
Op 9 mei 1945 tekende Generaal-majoor Georg Benthack in Heraklion de capitulatie van de Duits/Italiaanse troepen op Kreta. Overgave gebeurde aan de Britse 28e Infanteriebrigade (Brigadegeneraal P.G.C. Preston). 